# 對的時間對的人
《對的時間對的人》，2018年中國電視劇，由熊梓淇、蔡文靜、馬振桓、朱戩、陳雨成主演，於2018年4月16日開機。

## 演員列表

### 主要角色
| 演員   | 角色   | 介紹 |
| 熊梓淇 | 江安瀾 |      |
| 蔡文靜 | 姚遠   |      |
| 馬振桓 | 溫澄   |      |
| 朱戩   | 蘇文   |      |

### 其他角色
| 演員   | 角色   | 介紹 |
| 陳雨成 |        |      |
| 韓忠羽 | 李曉亞 |      |
| 熊悅希 | 姚欣然 |      |
| 錢曉穎 |        |      |
| 王逸   |        |      |
| 楊萍   | 江文倩 |      |
| 金翀   | 張赫   |      |

## 資料來源
1. ↑  熊梓淇新戏《对的时间对的人》今日开机
2. ↑  .   [2019-11-17]. （原始内容存档于2019-11-17）.

## 外部連結
- 對的時間對的人的新浪微博
- 豆瓣电影上《對的時間對的人》的資料 （简体中文）